# Komin Kurczaba

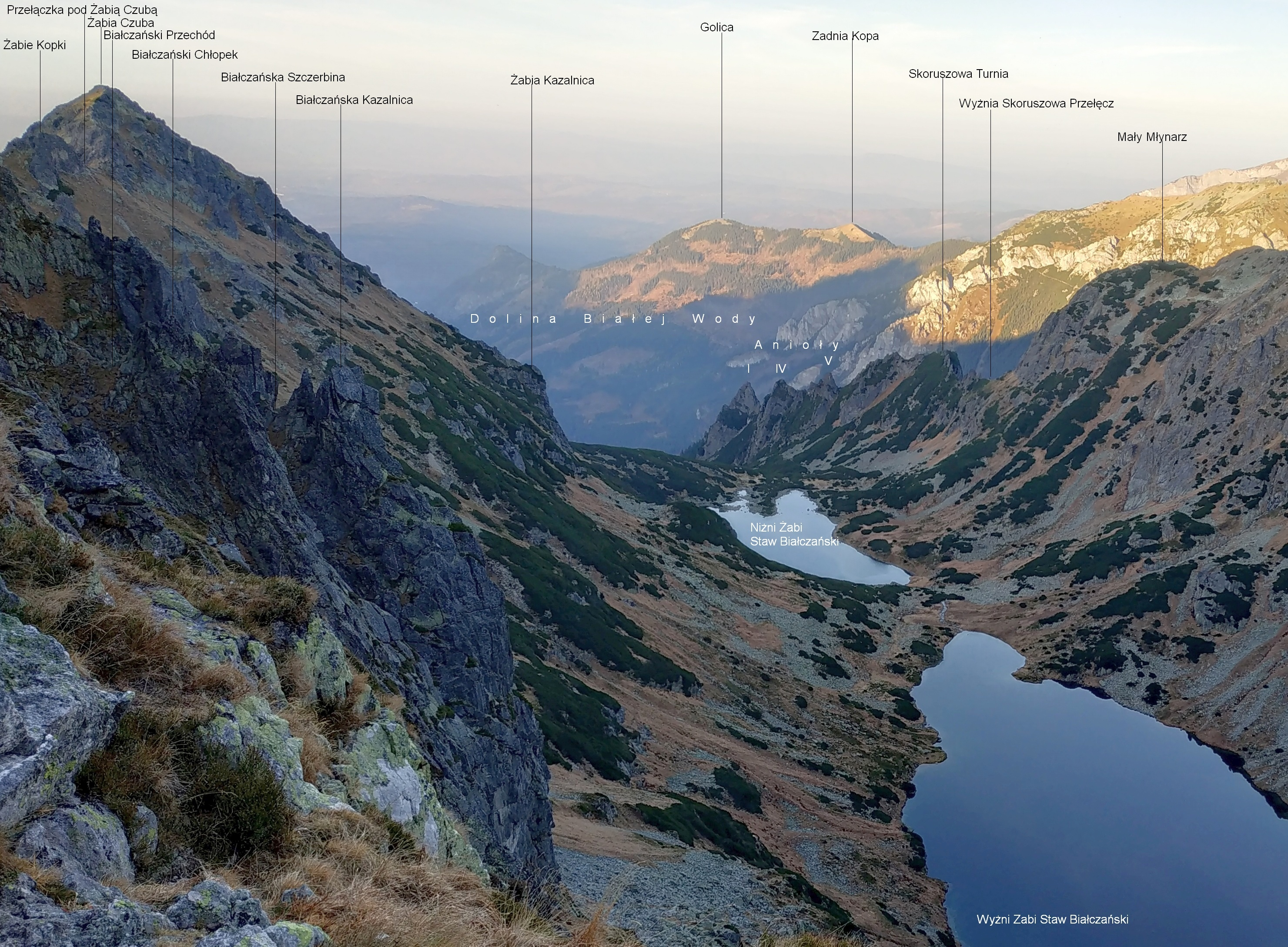

Komin Kurczaba (niem. Kurczab-Kamin, słow. Kurczabov komín, węg. Kurczab-kémény), 2080 m) – potężny komin w Dolinie Żabiej Białczańskiej w słowackich Tatrach Wysokich. Wcina się między lite i bardzo strome ściany Białczańskiego Chłopka i Białczańskiej Kazalnicy. Pod względem wielkości i budowy podobny jest do komina Wyżniej Basztowej Przełęczy i Komina Sawickiego na Gerlachu. W górnej części komin lejkowato rozszerza się tworząc Białczański Kociołek.
Kominem Kurczaba prowadziła droga wspinaczkowa (trudność V w skali tatrzańskiej, jedno miejsce VI, czas przejścia 2 godz.). Jej pierwsze przejście: Eugeniusz Chrobak, Janusz Kurczab i Ryszard Szafirski 3 września 1965 roku. Obecnie jednak cała Dolina Żabia Białczańska to zamknięty dla turystów i taterników obszar ochrony ścisłej Tatrzańskiego Parku Narodowego.
Autorem nazwy komina jest Władysław Cywiński.